# シーラ・フガード
シーラ・フガード（Sheila Meiring Fugard, 1932年 - ）は、イングランド出身の南アフリカ共和国の小説家。高松宮殿下記念世界文化賞受賞者でアカデミー外国語映画賞受賞作『ツォツィ』の原作者としても知られる劇作家、小説家のアソル・フガードの妻で、両者の娘リサも作家で女優である。
1980年代半ばごろに、トロントの作家会議に参加し自作『A Revolutionary Woman』を朗読する。そこにはケン・キージー、ジェイムズ・ボールドウィン、そしてノーベル文学賞受賞作家の大江健三郎らが参加し、彼女は大江と面識を得て、大江が編集した広島・長崎についての短編集の中の大江自身による序文と井伏鱒二の短編に感銘を受けたと伝えた。

## 著作
- A Revolutionary Woman ‐ 南アで教師をするガンジー主義者の女性が、知的障害を持つボーア人少女と性的トラブルを起こしたホッテントットの少年を匿う話。